# Ruta Provincial 26 (Formosa)
La Ruta Provincial 26 es una carretera de 120 km ubicada íntegramente en el Departamento Patiño en el centro de la Provincia de Formosa, Argentina. Pertenece a la red vial primaria de la provincia. Del total, 89 km se encuentran asfaltados y el resto es de tierra.

## Localidades que atraviesa
- Pozo del Tigre
- San Martín 1
- Fortín Lugones